# Snoeng (gmina)
Snoeng – gmina (khum) w zachodniej Kambodży, w prowincji Bătdâmbâng, w dystrykcie Banan. Stanowi jedną z 8 gmin dystryktu.

## Miejscowości
Na obszarze gminy położonych jest 11 miejscowości:
- Boeng Chaeng
- Boeng Krasal
- Boeng Prei
- Kor
- Peak Sbaek
- Preah Srae
- Rumchey
- Sambuor Meas
- Samraong
- Snoeng Kaeut
- Snoeng Lech